# اچ‌ام‌اس انتقام (اس۲۷)
اچ‌ام‌اس انتقام (اس۲۷) (به انگلیسی: HMS Revenge (S27)) یک زیردریایی است که طول آن ۴۲۵ فوت (۱۳۰ متر) می‌باشد. این زیردریایی در سال ۱۹۶۸ ساخته شد.